# Денієл Віффен
Денієл Віффен (14 липня 2001) — ірландський плавець.
Учасник Олімпійських Ігор 2020 року, де в попередніх запливах на дистанціях 800 і 1500 метрів вільним стилем посів, відповідно, 14-те і 20-те місця й не потрапив до півфіналів.